# Killing Machine
Killing Machine peti je studijski album britanskog heavy metal-sastava Judas Priest. Diskografska kuća Columbia Records objavila ga je 9. listopada 1978. Odlikuje se komercijalnijim glazbenim stilom od prijašnjih uradaka, no tekstovi pjesama i dalje govore o sumornim temama. U to su doba članovi skupine izmijenili imidž i počeli nositi kožnu odjeću sa zakovicama po kojoj su danas poznati; tu je promjenu nadahnulo zanimanje pjevača Roba Halforda za gay-kulturu kože. Posljednji je studijski album na kojem je svirao bubnjar Les Binks. U Sjedinjenim Državama objavljen je s drugačijim popisom pjesama pod imenom Hell Bent for Leather zbog polemika koje je izazvala tad nedavna pucnjava u Cleveland Elementary Schoolu.

## O albumu
Sastav je na Killing Machineu počeo pisati pristupačnije i komercijalnije pjesme te je tako napustio složene skladbe nadahnute fantastikom koje su se pojavile na prijašnjim trima uradcima. Iako su i na tom albumu prisutni prizvuci sumornih tema, ovog su puta utemeljene u zbilji. Skupina je u skladu s tim promijenila i koncertnu odjeću – prestala je nositi lepršavu gotičku odjeću i zamijenila ju je kožnom, no to je također bila reakcija na rastuću popularnost punka i novog vala. Skupina je tako utjecala na pokret NWOBHM ("New Wave of British Heavy Metal"), no nije mu pripadala. Noviji i jednostavniji stil grupe nastao je pod utjecajem više čimbenika, među kojima je i želja za nadmetanjem s punkom te pisanjem manje zahtjevnih pjesama za izvedbu na koncertnim nastupima i koje bi se više svidjele američkoj publici. Pjesme kao što su "Burnin' Up" i "Evil Fantasies" obiluju sadomazohističkim elementima, "Running Wild" govori o kasnonoćnom tulumarenju, a "Before the Dawn" je balada. "Hell Bent for Leather" odražava novi interes skupine za kožnu odjeću, ali i Halfordove naknadne dolaske na pozornicu na Harley-Davidsonovu motociklu.
Singlom "Take On the World" skupina je pokušala stvoriti pjesmu koju bi pjevala publika na stadionima (nalik na Queenovu pjesmu "We Will Rock You"); tu je pjesmu obradila i novovalna skupina Human League na turneji 1980. Tekstovi pjesama jednostavniji su u usporedbi s tekstovima na prijašnjim albumima i prilagođeni su arena rocku iz glavne struje, no glazbala su zadržala karakterističnu agresivnost uz žešće gitarske rifove i elemente bluesa na nekim pjesmama. Uradak je dostigao zlatnu nakladu u SAD-u. Produkcija na Killing Machineu poboljšana je u usporedbi s prijašnjim albumima Judas Priesta, koji su kritizirani zbog iznimno tankog zvuka; skupina je dodatno poboljšala produkciju na idućem, uspješnijem albumu British Steel.
"Hell Bent for Leather" i "The Green Manalishi" dvije su pjesme s albuma koje se često izvode na koncertima skupine, dok se ostale pjesme ("Evil Fantasies", "Running Wild", "Rock Forever i "Take On the World") izvode rjeđe ili nikad. "Running Wild" i "Delivering the Goods" počele su se izvoditi na turneji za album Firepower 2018. nakon 38 godina neizvođenja, a naslovna je pjesma prvi put nakon četrdeset godina izvedena tijekom koncerta u Parizu u siječnju 2019.

## Snimanje i produkcija
Prvi je album Judas Priesta na kojem se gitarist Glenn Tipton u solodionicama počeo služiti tehnikom tapping, koju je početkom 1978. popularizirao Eddie Van Halen na debitantskom albumu Van Halena. Ta je tehnika prisutna u pjesmama "Hell Bent for Leather" i "Killing Machine".
Posljednji je studijski album skupine na kojem je svirao bubnjar Les Binks, koji joj se pridružio početkom 1977. tijekom turneje za album Sin After Sin; smatra ga se jednom od osoba koja je utjecala na tradicionalni zvuk udaraljki na albumima Judas Priesta. Nakon turneje 1979. napustio je skupinu zbog spora o financijama – menadžer sastava Mike Dolan zatražio ga je da se "odrekne svojeg dijela honorara" koji je trebao dobiti za sudjelovanje u snimanju koncertnog albuma Unleashed in the East. Na mjestu bubnjara zamijenio ga je Dave Holland.

## Međunarodna i američka inačica
Početkom 1979. album je preimenovan u Hell Bent for Leather za američko tržište jer se američkoj podružnici Columbia Recordsa nisu svidjele "implikacije ubojstva" u izvornom naslovu. Uradak je oba puta dobio ime po pjesmama na albumu. Na inačicu za američko tržište uvrštena je i obrada pjesme "The Green Manalishi (With the Two Prong Crown)" skupine Fleetwood Mac.

## Popis pjesama
| 1. | »Delivering the Goods«  | Glenn Tipton, K. K. Downing, Rob Halford | 4:16 |
| 2. | »Rock Forever«          | Tipton, Downing, Halford                 | 3:20 |
| 3. | »Evening Star«          | Tipton, Halford                          | 4:05 |
| 4. | »Hell Bent for Leather« | Tipton                                   | 2:39 |
| 5. | »Take On the World«     | Tipton, Halford                          | 3:02 |

| Druga strana | Druga strana      | Druga strana             | Druga strana | Druga strana | Druga strana | Druga strana | Druga strana | Druga strana | Druga strana |
| Br.          | Skladba           | Autor                    | Trajanje     |              |              |              |              |              |              |
| ------------ | ----------------- | ------------------------ | ------------ | ------------ | ------------ | ------------ | ------------ | ------------ | ------------ |
| 6.           | »Burnin' Up«      | Downing, Tipton          | 4:00         |              |              |              |              |              |              |
| 7.           | »Killing Machine« | Tipton                   | 3:02         |              |              |              |              |              |              |
| 8.           | »Running Wild«    | Tipton                   | 2:57         |              |              |              |              |              |              |
| 9.           | »Before the Dawn« | Downing, Tipton, Halford | 3:22         |              |              |              |              |              |              |
| 10.          | »Evil Fantasies«  | Tipton, Halford, Downing | 4:14         |              |              |              |              |              |              |
| 34:57        |                   |                          |              |              |              |              |              |              |              |

| Druga strana na inačici albuma pod imenom Hell Bent for Leather | Druga strana na inačici albuma pod imenom Hell Bent for Leather                          | Druga strana na inačici albuma pod imenom Hell Bent for Leather | Druga strana na inačici albuma pod imenom Hell Bent for Leather | Druga strana na inačici albuma pod imenom Hell Bent for Leather | Druga strana na inačici albuma pod imenom Hell Bent for Leather | Druga strana na inačici albuma pod imenom Hell Bent for Leather | Druga strana na inačici albuma pod imenom Hell Bent for Leather | Druga strana na inačici albuma pod imenom Hell Bent for Leather | Druga strana na inačici albuma pod imenom Hell Bent for Leather |
| Br.                                                             | Skladba                                                                                  | Autor                                                           | Trajanje                                                        |                                                                 |                                                                 |                                                                 |                                                                 |                                                                 |                                                                 |
| --------------------------------------------------------------- | ---------------------------------------------------------------------------------------- | --------------------------------------------------------------- | --------------------------------------------------------------- | --------------------------------------------------------------- | --------------------------------------------------------------- | --------------------------------------------------------------- | --------------------------------------------------------------- | --------------------------------------------------------------- | --------------------------------------------------------------- |
| 6.                                                              | »Burnin' Up«                                                                             | Downing, Tipton                                                 | 4:00                                                            |                                                                 |                                                                 |                                                                 |                                                                 |                                                                 |                                                                 |
| 7.                                                              | »The Green Manalishi (With the Two-Pronged Crown)« (obrada pjesme sastava Fleetwood Mac) | Peter Green                                                     | 3:23                                                            |                                                                 |                                                                 |                                                                 |                                                                 |                                                                 |                                                                 |
| 8.                                                              | »Killing Machine«                                                                        | Tipton                                                          | 3:02                                                            |                                                                 |                                                                 |                                                                 |                                                                 |                                                                 |                                                                 |
| 9.                                                              | »Running Wild«                                                                           | Tipton                                                          | 2:57                                                            |                                                                 |                                                                 |                                                                 |                                                                 |                                                                 |                                                                 |
| 10.                                                             | »Before the Dawn«                                                                        | Downing, Tipton, Halford                                        | 3:22                                                            |                                                                 |                                                                 |                                                                 |                                                                 |                                                                 |                                                                 |
| 11.                                                             | »Evil Fantasies«                                                                         | Tipton, Halford, Downing                                        | 4:14                                                            |                                                                 |                                                                 |                                                                 |                                                                 |                                                                 |                                                                 |
| 38:20                                                           |                                                                                          |                                                                 |                                                                 |                                                                 |                                                                 |                                                                 |                                                                 |                                                                 |                                                                 |

| Bonus pjesme s reizdane inačice iz 2001. | Bonus pjesme s reizdane inačice iz 2001. | Bonus pjesme s reizdane inačice iz 2001. | Bonus pjesme s reizdane inačice iz 2001. | Bonus pjesme s reizdane inačice iz 2001. | Bonus pjesme s reizdane inačice iz 2001. | Bonus pjesme s reizdane inačice iz 2001. | Bonus pjesme s reizdane inačice iz 2001. | Bonus pjesme s reizdane inačice iz 2001. | Bonus pjesme s reizdane inačice iz 2001. |
| Br.                                      | Skladba                                  | Autor                                    | Trajanje                                 |                                          |                                          |                                          |                                          |                                          |                                          |
| ---------------------------------------- | ---------------------------------------- | ---------------------------------------- | ---------------------------------------- | ---------------------------------------- | ---------------------------------------- | ---------------------------------------- | ---------------------------------------- | ---------------------------------------- | ---------------------------------------- |
| 12.                                      | »Fight for Your Life«                    | Downing, Halford, Tipton                 | 4:06                                     |                                          |                                          |                                          |                                          |                                          |                                          |
| 13.                                      | »Riding on the Wind« (uživo)             | Downing, Halford, Tipton                 | 3:16                                     |                                          |                                          |                                          |                                          |                                          |                                          |
| 45:42                                    |                                          |                                          |                                          |                                          |                                          |                                          |                                          |                                          |                                          |

## Recenzije
Steve Huey, recenzent sa stranice AllMusic, dodijelio mu je četiri i pol zvjezdice od njih pet i izjavio je: "Čak i uz pokoji pogrešan korak Killing Machine zaključuje rano razdoblje Judas Priesta tijekom kojeg su snimljeni neki od najutjecajnijih uradaka heavy metala. Poplava nadarenih skupina NWOBHM-a koju je sastav nadahnuo ubrzo je stigla do publike koja je kupovala albume i otad je Priest namjeravao ubirati plodove tog rada." Na internetskom mjestu Sputnikmusic dodijeljeno mu je 3 i pol boda od njih pet; u tamošnjoj recenziji piše da je uradak "podijelio obožavatelje" sastava, da je "prilično neujednačen i da neke pjesme brzo postaju naporne. Međutim, to ne vrijedi za sve pjesme jer su neke od njih među najboljim JP-ovim pjesmama". Sid Smith u svojoj je recenziji za BBC izjavio da su na uratku "Glen[n] Tipton i KK Downing vrlo učinkovito svirali svoje gitare u nizu brzih solodionica zbog kojih je skupina zvučala poput Wishbone Asha na speedu" i zaključio je da se tim albumom "Priest zbilja udaljio od svojih protivnika [iz pokreta] NWOBHM".
Godine 2005. pojavio se na 321. mjestu Rock Hardova popisa 500 najboljih rock i metal albuma svih vremena.

## Zasluge
| Judas Priest - Robert Halford – vokali - Glenn Tipton – gitara - KK Downing – gitara - Ian Hill – bas-gitara - Les Binks – bubnjevi | Ostalo osoblje - James Guthrie – produkcija, tonska obrada - Damian Korner – dodatna tonska obrada - Andrew Jackson – dodatna tonska obrada - Kevin Dallimore – dodatna tonska obrada - Andrew Clark – dodatna tonska obrada - Roslav Szaybo – dizajn omota - Bob Elsdale – fotografija |